# Contrarrelógio por equipas mistas no Campeonato Mundial de Estrada de 2019
A contrarrelógio por equipas mistas no Campeonato Mundial de Estrada de 2019 disputou-se em Yorkshire (Reino Unido) a 22 de setembro de 2019 sobre um percurso de 28 quilómetros, baixo a organização da União Ciclista Internacional (UCI).
Esta nova disciplina mudou a contrarrelógio por equipas comerciais que se vinha realizando desde o ano 2012.
A contrarrelógio por equipas de relevos mistos esteve composto por equipas nacionais de três corredores masculinos e três corredores femininos. Todos os corredores podiam ser sub-23 ou de categoria elite; e para poder participar o país deve ter convite ou ter solicitado o convite ante a UCI.
A particularidade desta carreira é que não todos os corredores saem no mesmo momento, os homens partiram primeiro e as mulheres os substituíram no caminho tão cedo como o segundo corredor masculino tivesse cruzado a linha de meta. Os tempos finais da contrarrelógio por equipas mistas tomaram-se quando a segunda mulher ciclista cruzou a linha de meta e a equipa mais rápida que fazia menos tempo seria declarado ganhador. Finalmente, outorgaram-se t-shirts arco-íris aos seis corredores da nação vitoriosa, a diferença dos conjuntos comerciais onde só se dava a medalha de ouro.
Este evento outorgou pontos para a classificação mundial UCI e foi clasificatorio para os Jogos Olímpicos de Verão de 2020. Também se outorgaram 166.000 euros em prêmios a todos os membros dos dez melhores equipas.
A medalha de ouro foi para a selecção dos Países Baixos, a de prata para a selecção de Alemanha e a de bronze para o Reino Unido.

## Percorrido
O percurso foi um circuito de 14 quilómetros pela cidade de Harrogate no condado de Yorkshire do Norte, onde os corredores darão duas voltas (28 kms ao todo) ao circuito.

## Equipas participantes
Tomaram parte da contrarrelógio por equipas mistas 10 equipas nacionais e a equipa da UCI compostos por 6 ciclistas (3 homens e 3 mulheres). As equipas participantes foram:
| Equipes nacionais (10)- Bélgica - Dinamarca - Espanha - França - Grã-Bretanha - Alemanha - Itália - Países Baixos - Eslovénia - Suíça Equipe regional e clube- World Cycling Centre |
| |

## Classificação final
- As classificações finalizaram da seguinte forma:[9]

| \| Classificação por etapas \| Classificação por etapas \| Classificação por etapas \| Classificação por etapas \| Classificação por etapas \| Classificação por etapas \| \| Equipe \| Equipe \| Tempo \| Intervalo de tempo \| Rapidez \| \| \| ------------------------ \| ------------------------ \| ------------------------ \| ------------------------ \| ------------------------ \| ------------------------ \| \| 1. \| Países Baixos \| 38m27s \| \| 43.069 km/h \| \| \| 2. \| Alemanha \| \| + 23s \| 42.644 km/h \| \| \| 3. \| Grã-Bretanha \| \| + 51s \| 42.137 km/h \| \| \| 4. \| Itália \| \| + 53s \| 42.048 km/h \| \| \| 5. \| França \| \| + 1m23s \| 41.573 km/h \| \| \| 6. \| Suíça \| \| + 1m27s \| 41.504 km/h \| \| \| 7. \| Eslovénia \| \| + 1m58s \| 40.973 km/h \| \| \| 8. \| Dinamarca \| \| + 2m04s \| 40.872 km/h \| \| \| 9. \| Bélgica \| \| + 2m33s \| 40.390 km/h \| \| \| 10. \| Espanha \| \| + 2m43s \| 40.227 km/h \| \| \| 11. \| World Cycling Centre \| \| + 3m29s \| 39.491 km/h \| \| |                      |        |                    |             |
| |                      |        |                    |             |
| Fonte: ProCyclingStats |                      |        |                    |             |
| Classificação por etapas |                      |        |                    |             |
| Equipe | Equipe               | Tempo  | Intervalo de tempo | Rapidez     |
| 1. | Países Baixos        | 38m27s |                    | 43.069 km/h |
| 2. | Alemanha             |        | + 23s              | 42.644 km/h |
| 3. | Grã-Bretanha         |        | + 51s              | 42.137 km/h |
| 4. | Itália               |        | + 53s              | 42.048 km/h |
| 5. | França               |        | + 1m23s            | 41.573 km/h |
| 6. | Suíça                |        | + 1m27s            | 41.504 km/h |
| 7. | Eslovénia            |        | + 1m58s            | 40.973 km/h |
| 8. | Dinamarca            |        | + 2m04s            | 40.872 km/h |
| 9. | Bélgica              |        | + 2m33s            | 40.390 km/h |
| 10. | Espanha              |        | + 2m43s            | 40.227 km/h |
| 11. | World Cycling Centre |        | + 3m29s            | 39.491 km/h |

## UCI World Ranking
A Contrarrelógio por equipas mistas outorgou pontos para o UCI World Tour de 2019 e o UCI World Ranking, este último para corredores das equipas nas categorias UCI World Team, Profissional Continental e Equipas Continentais. A seguinte tabela são o barómetro de pontuação e os corredores que obtiveram pontos:
| Posição   | 1.º | 2.º | 3.º | 4.º | 5.º | 6.º | 7.º | 8.º | 9.º | 10.º | 11.º | 12.º | 13.º | 14.º | 15.º-20.º | 21.º-25.º |
| Pontuação | 300 | 250 | 200 | 150 | 125 | 100 | 85  | 75  | 60  | 50   | 40   | 30   | 25   | 15   | 10        | 5         |

| Classificação |                 |               |        |
| Posição       | Ciclista        | Equipo        | Pontos |
| ------------- | --------------- | ------------- | ------ |
| 1.º           | Koen Bouwman    | Países Baixos | 100    |
| 1.º           | Bauke Mollema   | Países Baixos | 100    |
| 1.º           | Jos van Emden   | Países Baixos | 100    |
| 1.º           | Lucinda Brand   | Países Baixos | 100    |
| 1.º           | Riejanne Markus | Países Baixos | 100    |
| 1.º           | Amy Pieters     | Países Baixos | 100    |
| 2.º           | Tony Martin     | Alemanha      | 83,33  |
| 2.º           | Nils Politt     | Alemanha      | 83,33  |
| 2.º           | Jasha Sütterlin | Alemanha      | 83,33  |
| 2.º           | Lisa Klein      | Alemanha      | 83,33  |
| 2.º           | Lisa Brennauer  | Alemanha      | 83,33  |
| 2.º           | Mieke Kröger    | Alemanha      | 83,33  |